# Lom (district de Most)
Pour les articles homonymes, voir Lom.
Lom (en allemand : Bruch) est une ville du district de Most, dans la région d'Ústí nad Labem, en République tchèque. Sa population s'élevait à 3 695 habitants en 2021.

## Géographie
Lom se trouve à 11 km au nord de Most, à 29 km à l'ouest-sud-ouest d'Ústí nad Labem et à 80 km au nord-ouest de Prague.
La commune est limitée par Český Jiřetín au nord, par Osek à l'est, par Mariánské Radčice au sud, et par Louka u Litvínova, Litvínov et Meziboří à l'ouest.

## Histoire
La fondation de la localité remonte à la fin du XIIe siècle.

## Administration
La commune se compose de deux quartiers :
- Lom
- Loučná

## Transports
Par la route, Lom se trouve à 4 km de Litvínov, à 16 km de Most, à 16 km de Teplice, à 36 km d'Ústí nad Labem et à 101 km de Prague.